# Mackabéer
Mackabéer är ett samlingsnamn på den ätt som under 100-talet f.Kr. gav det judiska folket självständighet från de seleukidiska härskarna. Mackabéerna grundade den Hasmoneiska dynastin, som styrde Judeen och kringliggande områden mellan år 140 f.Kr. och 37 f.Kr., då den efterträddes av den herodianska dynastin.
Vid tiden för Mackabéerupproret 167 f.Kr. var Antiochos IV Epifanes kung över det seleukidiska väldet, med nuvarande Syrien som centrum. Han plundrade Jerusalem och ställde upp ett altare till den grekiske guden Zeus i Jerusalems tempel. Dessutom förbjöd han judiska religiösa seder som brännoffer, sabbat och omskärelse. En präst i Modeim i Judéen, Mattathias, blev den tändande gnistan till det judiska upproret. Kungens ämbetsman tvingade stadens invånare att offra på avgudaaltaret och erbjöd Mattathias att offra först. Han vägrade under högljudda protester. När en annan av stadens judar gick med på att offra dödades han tillsammans med den syriske ämbetsmannen av Mattathias. Altaret revs ned och upproret startade under ledning av prästen och hans fem söner. Inom ett år dog Mattathias och sonen Judas Mackabaios blev upprorsledare. Han lyckades 164 f.Kr. driva två syriska arméer på flykten vilket gjorde att många judar följde honom. Under en tid därefter upplevde judarna en viss frihet, även om tiden präglades av interna maktkamper. Den tiden varade fram till år 63 f.Kr. då landet kom att lyda under romarriket och styrdes av regionala regenter.
Mattathias hade fem söner, Judas Mackabaios, Simon Thassi, Elasar Avaran, Johannes Gaddi och Jonathan Apfus, varav Judas är den mest framstående. De inledde år 167 f.Kr. upproret mot Antiochos IV Epifanes.
Två år senare återerövrade Judas templet i Jerusalem och återinförde den judiska kulten, men striderna fortsatte. Elasar Avaran dog i ett krig mot kung Antiochos V, genom att rusa fram emot en elefant som han trodde att kungen red, och krossades av dess tyngd då han dödade den. Judas förlorade detta krig, och Antiochos belägrade än en gång templet, men Judas återvann det vid ett slag mot härföraren Nicanor. Judas stupade i ett slag mot Bakchides, och Jonathan Apfus blev då befälhavare och sedan överstepräst.